# Споменик кнезу Станоју
Споменик кнезу Станоју је подигнут на имању породице Марковић у Зеокама. Место подизања споменика је уједно и место погибије Станоја, који је пао међу првима 1804. године у сечи кнезова. Овај догађај је имао свог удела у подизању Првог српског устанка. Овај споменик је сврстан у групу споменика културе од великог значаја.

## Историја
Станоја су пред кућом убили Турци, почетком 1804 године. На месту његове погибије се и налази споменик. После смрти Станоја убрзо. Овде је такође и пала прва жртва противничке војске, јер је Станојев синовац Никола одмах осветио свог стрица. Догађај је обележен надгробним спомеником са записом. Сматра се да је споменик постављен непосредно после Станојеве погибије. Данас је ово историјско место један од ретких материјалних докумената о догађајима пред I српски устанак.
Надгробни камен је својевремено пронашао лазаревачки учитељски збор, о чему постоји запис на задњој страни споменика, почетком друге половине XIX века. Године 1904. подигнут је у близини старог нови споменик, рад Ђованија Бертота, у част кнезу Станоју и његовом синовцу Николи. Године 1964. постављена је и бронзана плоча и уређен простор око ових споменика.
Године 1964. обележавајући 160. годишњицу погибије кнеза Станоја, на храсту поред старог надгробног споменика постављена је плоча са стиховима из народне песме "Почетак буне против дахија".